# Трансвестизм (переодягання)
«Трансвестизм» (Травестізм) (від італ. travestire — переодягати) — перевдягання в одяг, який суспільні норми і умовності приписують протилежній статі. Може бути симптомом гендерної дисфорії.

## Використання терміна
Майже кожне суспільство виробляє норми, правила і закони носіння одягу, різні для кожної статі. Перевдягання в одяг іншої статі - поведінка, яка знаходиться в протиріччі з такими нормами і умовностями, і тому може бути розцінено як тип транссексуальної поведінки.
У східних суспільствах трансвестизм часто набуває легітимації у рамках релігійних чи містичних ритуалів.
Перевдягання в одяг протилежної статі категорично засуджується Кораном і Біблією ( Втор.   22:5).
Трансвестизм є поширеним сюжетом у грецькій і нордичній міфології.
Класичний роман, основна тема якого «людина не на своєму місці» (за висловом В. Б. Шкловського) широко використовує мотиви трансвестизма.
Фрейдизм трактує Травестизм в рамках психоаналітичних поглядів на роль табу в людській психіці.
Трансвестизм, особливо з сексуальним підтекстом інтерпретується також як вид фетишизму.

## Трансвестизм і транссексуальність в сексології
Трансвестизм, як прагнення до перевдягання в одяг протилежної статі, необов'язково є ознакою транссексуала, так як людина, яка одягається в одяг іншої статі, не завжди ідентифікує себе з протилежною статтю.
Трансвестизм - форма сексуальної поведінки. Характеризується тим, що статеве задоволення досягається шляхом надягання одягу протилежної статі.
Тривалий час його пов'язували виключно з гомосексуальністью, причому активної у жінок і пасивної у чоловіків. Тому в країнах, де гомосексуальність переслідувалася за законом, трансвестизм вважався аморальним і злочинним явищем.
Відомо, що в 1431 році за наказом англійців була спалена на багатті Жанна д'Арк, а в числі пред'явлених їй на суді звинувачень фігурувало і носіння чоловічого одягу.
З сучасної точки зору трансвестизм - неоднорідне явище, оскільки мотиви носіння одягу протилежної статі можуть бути абсолютно різними.
Виділяють трансвестизм подвійної ролі і фетишистський трансвестизм.
Трансвестизм подвійній ролі - гендерна відхилення, що характеризується слабкою і помірним ступенем гендерної дисфорії, і що виражається в непереборному бажанні прийняття образу протилежної статі. Перевдягання супроводжується почуттям ейфорії, часто - сексуальним збудженням.
Фетишистський трансвестизм - переодягання в одяг іншої статі викликає сексуальну насолоду, наприклад, сильне статеве збудження у чоловіка при надяганні жіночої білизни, сукні, панчіх і т. ін. Перевдягання нерідко поєднується з розгляданням себе в дзеркалі і онанізмом. На відміну від трансвестизма подвійній ролі після отримання сексуального задоволення бажання залишатися в образі пропадає.
Даний варіант трансвестизма фактично є різновидом фетишизму, оскільки статеве задоволення у таких суб'єктів тісно пов'язано з можливістю заволодіти предметами одягу протилежної статі і користування ними.
При гомосексуальному трансвестизмі жінкоподібний гомосексуальний чоловік користується косметикою, переодягається в жіночий одяг і наслідує жіночим манерам поведінки.
При транссексуальності чоловіка і жінки з дитячих років відчувають свою приналежність іншій статі. Тому вони вважають цілком природним постійне носіння одягу тієї статі, яка відповідає їх самовідчуттю. Поряд з перевдяганням транссексуали завжди прагнуть відповідним чином змінити і свою зовнішність.

## Варіанти переодягання в одяг іншої статі
Існують різні види і типи трансвестизма. Наступні приклади в жодному разі не є вичерпним списком.
- Комфорт або стиль - ще на початку 1960-х років штани в СРСР вважалися непристойними для жінок.
- Привернути увагу або кинути виклик суспільним нормам - стиль хіпі або чоловічі костюми суфражисток XIX століття.
- Приховати свою стать - поширений фольклорний мотив: жінка переодягається в чоловіка або чоловік в жінку.
- Національна традиція - спідниці є традиційною чоловічим одягом у шотландців і бірманців. Строго кажучи, це не є трансвестизмом, так як в даному випадку «спідниця» є нормальним, загальноприйнятим елементом чоловічого гардероба.

Чоловічий одяг багатьма вважається більш зручною і функціональною, причиною того, що жінки стали носити штани, є фемінізм.

## Галерея

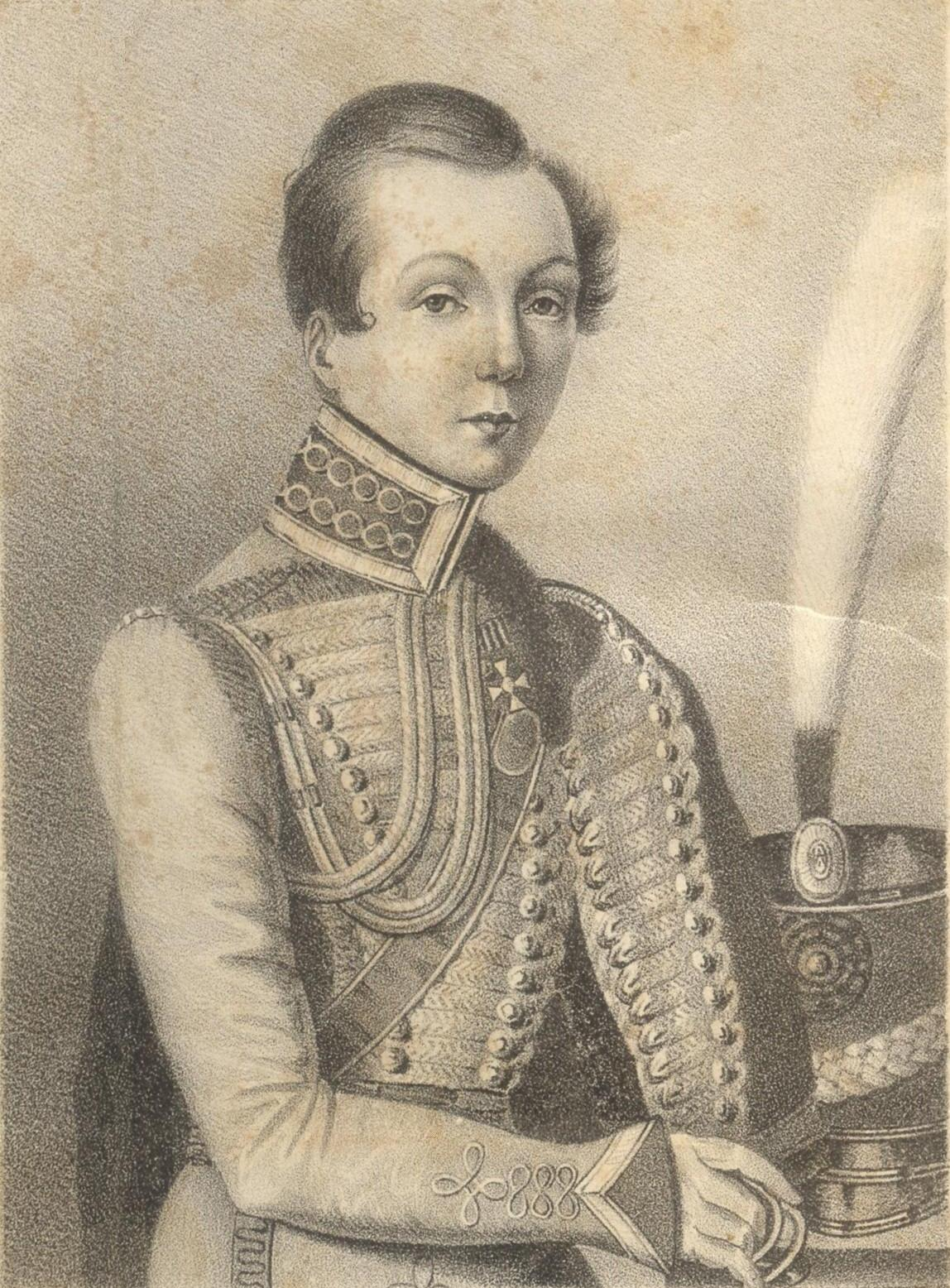
Надія Дурова — кавалерист-дівиця, у 1810 році
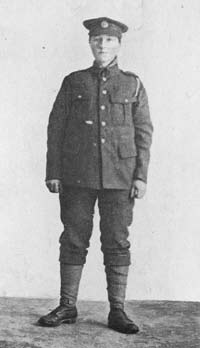
Перша світова війна. Англійська репортерка Дороті Лоуренс[en], яка таємно перевдягнулась чоловіком, щоб вступити на службу.
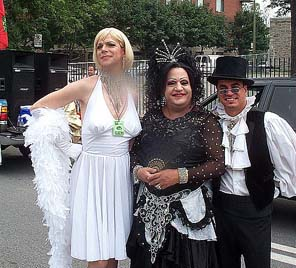
Драг-квін Люк Д’Арси and Jerry Cyr and friend at Монреаль's 2003 Divers/Cité[en] гей-парад.
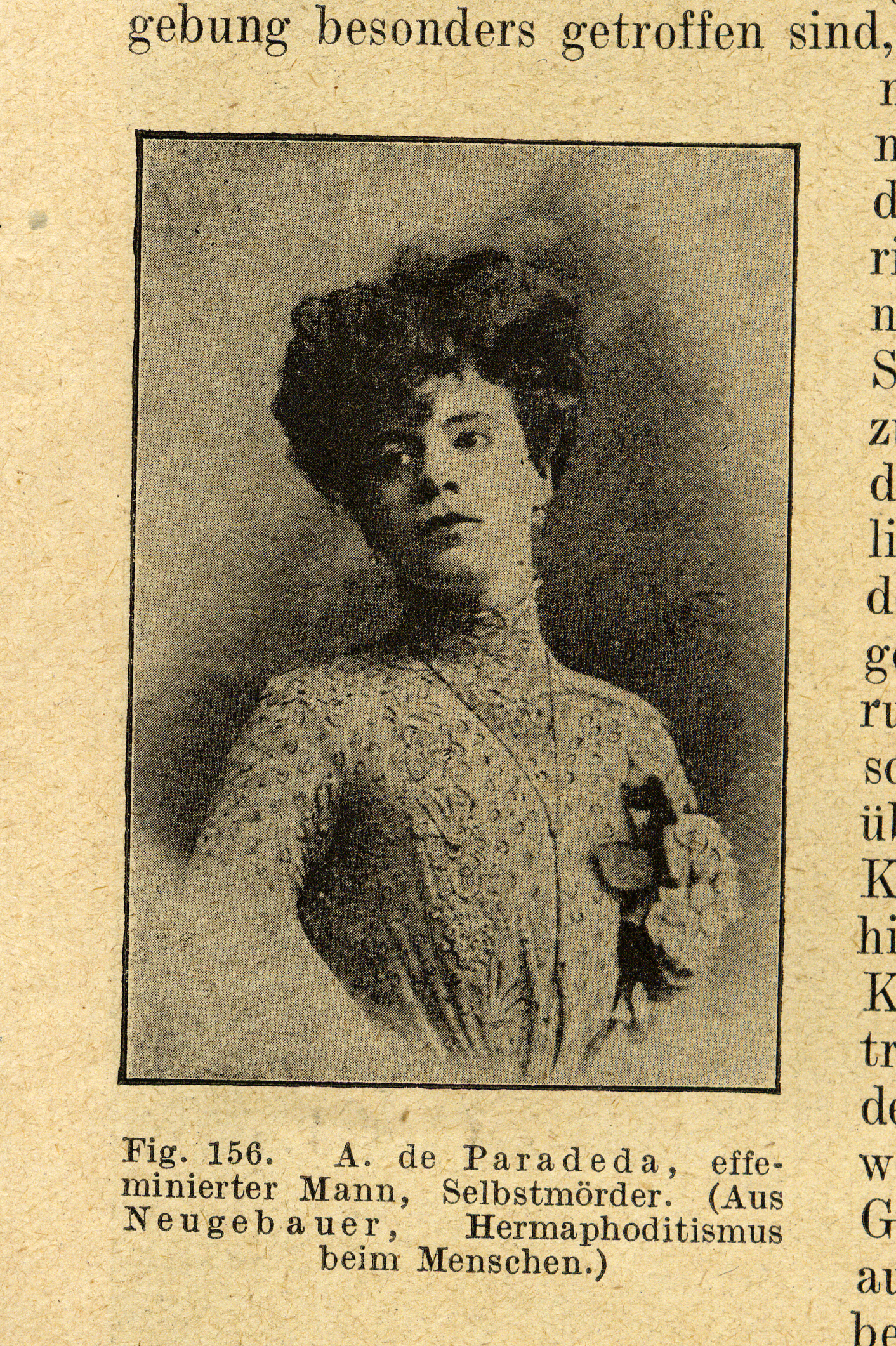

## Див також
- Драг-квін
- Травесті